# 安培逊大族
《安培遜大族》（英語：The Magnificent Ambersons）是一部1942年的時代劇電影，導演是奧遜·威爾斯，本片是他在《大国民》之后根据作家布斯·塔金頓获得普利策奖的1918年同名小說改編而成的作品。主演是約瑟夫·科頓、Dolores Costello、安妮·巴克斯特、蒂姆·霍爾特、阿格妮絲·摩爾海德及Ray Collins，威爾斯則聲演旁白。由美国雷电华（RKO）电影公司出品。

## 演员
- 約瑟夫·科頓 飾 Eugene
- Dolores Costello（英语：Dolores Costello） 飾 Isabel
- 安妮·巴克斯特 飾 Lucy
- 蒂姆·霍爾特（英语：Tim Holt） 飾 George
- 阿格妮絲·摩爾海德（英语：Agnes Moorehead） 飾 Fanny
- Ray Collins（英语：Ray Collins (actor)） 飾 Jack
- Erskine Sanford（英语：Erskine Sanford） 飾 Roger Bronson
- 理查德·班尼特（英语：Richard Bennett (actor)） 飾 Major Amberson
- Don Dillaway（英语：Don Dillaway） 飾 Wilbur
- 奧遜·威爾斯 飾 旁白

## 影片趣闻
1. 原著小说作者布斯·塔金頓是威尔斯家族的好友
2. 奥森·威尔斯怀疑剧中由蒂姆·霍爾特（英语：Tim Holt）所扮演的角色原形是他自己，原因有以下几点:
  1. 布斯·塔金頓是威尔斯家族的好友
  2. 小时候的威尔斯文是个被惯坏，淘气的男孩子
  3. 奥森·威尔斯的原名是乔治·奥森·威尔斯